# Jelai
Jelai és un dels estats de Negeri Sembilan també anomenat Inas de la capital, Kompong Inas, anomenada tanmateix Kompong Jelai per la muntanya de Jelai, a la rodalia, la principal de la zona.
El senyor local es va fer independent a la meitat del segle xviii amb el títol de Undang Luak Inas. Els noms dels sobirans són coneguts fins a 1966 però les dades són incertes abans de 1915: 
- Embun Serin (reina)
- Bayan
- Datuk Rambutan Jantan ?-1810
- Datuk Nuri 1810-?
- Mantik
- Cenderong
- Sohat
- Biong
- Omar
- Sulung ?-1915
- Ujang bin Cepus 1915 - 1930
- Abdul Ghani bin Layar 1931 - 19?
- Bacik bin Abdul Rahman 19? - 1957
- Rentah bin Takin 1957 - 1966